# مانی لگاس
مانی لگاس (انگلیسی: Manny Legace؛ زادهٔ ۴ فوریهٔ ۱۹۷۳) بازیکن هاکی روی یخ اهل کانادا است.
وی همچنین برندهٔ جوایزی همچون جام استنلی شده‌است.